# NProtect GameGuard
 (juillet 2015).
Si vous disposez d'ouvrages ou d'articles de référence ou si vous connaissez des sites web de qualité traitant du thème abordé ici, merci de compléter l'article en donnant les références utiles à sa vérifiabilité et en les liant à la section « Notes et références ».
nProtect GameGuard, souvent abrégé GameGuard voire GG, est un rootkit anti-triche, développé par INCA Internet. Il est installé sur de nombreux jeux de rôle en ligne massivement multijoueurs développés en Asie, comme Archlord, Lineage II, Flyff, GunZ: The Duel, PangYa, Ragnarok Online, ou Elsword afin de bloquer les maliciels, et les méthodes habituellement utilisées pour tricher sur ces jeux.
GameGuard cache le processus du jeu, surveille la plage mémoire entière, et ferme les applications qui sont considérées soit par le fournisseur du jeu, soit par INCA Internet, comme permettant une triche. Il bloque aussi les appels à certaines fonctions de DirectX ou de Windows API, se met à jour automatiquement pour pouvoir contrer de nouvelles menaces de triche, et enregistre les entrées clavier.
GameGuard possède une base de données sur l'ensemble des logiciels de triche, provenant des références de plus de 260 entreprises de créations de jeu. Certaines versions de GameGuard sont liées avec la bibliothèque anti-virus Tachyon d'INCA, et d'autres avec nProtect KeyCrypt, un logiciel protégeant les données entrées via le clavier.